# 2015年歐洲運動會羽毛球比賽
2015年歐洲運動會羽毛球比賽為第1屆歐洲運動會的其中一項競賽項目，共產生五面金牌；賽事於2015年6月22日至6月28日在阿塞拜疆巴庫內的巴庫體育館舉行。

## 賽事資料

### 比賽安排
賽事包括：男子單打、女子單打、男子雙打、女子雙打及混合雙打五個項目，分為小組循環賽及淘汰賽兩部分。

## 賽程
|          | 日期              | 比賽項目 | 比賽項目 | 比賽項目 | 比賽項目 | 比賽項目 |
| 男子單打 | 日期              | 女子單打 | 男子雙打 | 女子雙打 | 混合雙打 |          |
| -------- | ----------------- | -------- | -------- | -------- | -------- | -------- |
| 1        | 6月22日（星期一） | 小組初賽 | 小組初賽 | 小組初賽 | 小組初賽 | 小組初賽 |
| 2        | 6月23日（星期二） | 小組初賽 | 小組初賽 | 小組初賽 | 小組初賽 | 小組初賽 |
| 3        | 6月24日（星期三） | 小組初賽 | 小組初賽 | 小組初賽 | 小組初賽 |          |
| 4        | 6月25日（星期四） | 16強賽   | 16強賽   | 半準決賽 | 半準決賽 | 小組初賽 |
| 5        | 6月26日（星期五） | 半準決賽 | 半準決賽 | 準決賽   | 準決賽   | 半準決賽 |
| 5        | 6月27日（星期六） | 準決賽   | 準決賽   | 決賽     | 決賽     | 準決賽   |
| 6        | 6月28日（星期日） | 決賽     | 決賽     |          |          | 決賽     |

## 獎牌榜

### 國家獎牌榜
| 排名 | 国家／地区 | 金牌 | 银牌 | 铜牌 | 總數 |
| ---- | ---------- | ---- | ---- | ---- | ---- |
| 1    | 丹麦       | 3    | 1    | 1    | 5    |
| 2    | 保加利亚   | 1    | 0    | 1    | 2    |
| 2    | 西班牙     | 1    | 0    | 1    | 2    |
| 4    | 俄罗斯     | 0    | 2    | 0    | 2    |
| 5    | 比利时     | 0    | 1    | 0    | 1    |
| 5    | 法国       | 0    | 1    | 0    | 1    |
| 7    | 德国       | 0    | 0    | 3    | 3    |
| 8    | 爱尔兰     | 0    | 0    | 2    | 2    |
| 9    | 立陶宛     | 0    | 0    | 1    | 1    |
| 9    | 土耳其     | 0    | 0    | 1    | 1    |
| 總數 | 總數       | 5    | 5    | 10   | 20   |

### 項目獎牌榜
| 項目             | 金牌                                                          | 银牌                                                            | 铜牌                                                  |
| 男子單打（詳細） | 巴勃罗·阿维安（西班牙）                                       | 埃米尔·霍尔斯特（丹麦）                                         | 迪特尔·杜马克（德国）                                 |
| 男子單打（詳細） | 巴勃罗·阿维安（西班牙）                                       | 埃米尔·霍尔斯特（丹麦）                                         | 凯斯图蒂斯·纳维茨卡斯（立陶宛）                       |
| 女子單打（詳細） | 萊恩·杰克斯菲德（丹麦）                                       | 谭莲妮（比利时）                                                | 克拉拉·阿苏尔门迪（西班牙）                           |
| 女子單打（詳細） | 萊恩·杰克斯菲德（丹麦）                                       | 谭莲妮（比利时）                                                | 佩蒂娅·内德尔奇娃（保加利亚）                         |
| 男子雙打（詳細） | 玛蒂亚斯·鲍伊（丹麦） · 卡斯腾·摩根森（丹麦）                 | 弗拉基米尔·伊万诺夫（俄罗斯） · 伊万·索松诺夫（俄罗斯）         | 拉斐尔·贝克（德国） · 安德烈亚斯·海因茨（德国）       |
| 男子雙打（詳細） | 玛蒂亚斯·鲍伊（丹麦） · 卡斯腾·摩根森（丹麦）                 | 弗拉基米尔·伊万诺夫（俄罗斯） · 伊万·索松诺夫（俄罗斯）         | 乔舒亚·马吉（爱尔兰） · 山姆·马吉（爱尔兰）           |
| 女子雙打（詳細） | 加夫列拉·斯托伊娃（保加利亚） · 斯蒂法尼·斯托伊娃（保加利亚） | 叶卡捷琳娜·博洛托娃（俄罗斯） · 叶夫根尼娅·科泽茨卡亚（俄罗斯） | 奥兹格·巴伊拉克（土耳其） · 内斯里汉·伊吉特（土耳其） |
| 女子雙打（詳細） | 加夫列拉·斯托伊娃（保加利亚） · 斯蒂法尼·斯托伊娃（保加利亚） | 叶卡捷琳娜·博洛托娃（俄罗斯） · 叶夫根尼娅·科泽茨卡亚（俄罗斯） | 莉娜·格雷巴克（丹麦） · 玛丽亚·赫斯波（丹麦）         |
| 混合雙打（詳細） | 尼克拉斯·诺尔（丹麦） · 萨拉·蒂格森（丹麦）                   | 加埃唐·米特莱尔泽（法国） · 奥德丽·方丹（法国）                 | 山姆·马吉（爱尔兰） · 克洛伊·马吉（爱尔兰）           |
| 混合雙打（詳細） | 尼克拉斯·诺尔（丹麦） · 萨拉·蒂格森（丹麦）                   | 加埃唐·米特莱尔泽（法国） · 奥德丽·方丹（法国）                 | 拉斐尔·贝克（德国） · 基拉·卡滕贝克（德国）           |

## 外部連結
- 官方网站（英文）